# NGC 4304
NGC 4304 este o hi (21cm) source⁠(d) situată în constelația Hidra. A fost descoperită în 28 aprilie 1834 de către John Herschel. Se află la o distanță de 34,68 de megaparseci de Pământ.